# Tania Di Mario
Tania Di Mario (* 4. Mai 1979 in Rom) ist eine italienische Wasserballspielerin, Kapitänin der Nationalmannschaft und Goldmedaillengewinnerin bei den Olympischen Spielen 2004 in Athen,  Weltmeisterin 2001 in Fukuoka und dreimalige Europameisterin in den Jahren 1999, 2003 und 2012.

## Sportlerleben
Di Mario wechselte als Fünfzehnjährige vom Schwimmen zum Wasserball und spielt seit 1993 für die Associazione Sportiva Orizzonte in Catania, der zweitgrößten Stadt Siziliens.
Zu ihrer ersten Goldmedaille in einem internationalen Wettbewerb kam sie bei der Wasserball-EM 1999 im toskanischen Prato. Italien besiegte im Endspiel die Niederlande 10:9.
Der Höhepunkt ihres Sportlerlebens könnte die Erringung der Goldmedaille beim Wasserballturnier 2004 in Peking gewesen sein. Wieder siegte Italien 10:9, diesmal nach Verlängerung und gegen Griechenland.
Das jüngste Gold international konnten die Italienerinnen mit Di Mario bei der Wasserball-Europameisterschaft 2012 in Eindhoven erringen: Sie besiegten im Finale Griechenland dieses Mal 13:10.
Bei den Schwimmweltmeisterschaften 2015 erkämpfte Mannschaftsführerin Di Mario mit ihren Kolleginnen im kleinen Finale ein 7:7 gegen Australien und Italien gewann anschließend das Fünfmeterschießen 5:3.

## Auszeichnungen
Di Mario erhielt den Verdienstorden der Italienischen Republik 2003 als Cavaliere/Ritter, 2004 in der Ausformung Commendatore/Komtur. Das Italienische Olympische Komitee verewigte sie in seiner Ruhmeshalle mit dem Collare d’oro al merito sportivo.